# Жмиевский, Артур
Артур Жмиевский (пол. Artur Żmijewski) — польский актёр театра, кино, радио и телевидения.

## Биография
Родился 10 апреля 1966 года в Радзымине. В 1990 году окончил Театральную академию им. Александра Зелверовича в Варшаве. Актёр театров в Варшаве («Атенеум», Современный театр 1990—1993, Национальный театр 1998—2010). Выступает в спектаклях «театра телевидения» с 1990 года, также в радиопередачах «Польского радио».

## Избранная фильмография
- 1984 — День четвёртый / Dzień czwarty
- 1989 — Лава / Lawa
- 1989 — Последний звонок / Ostatni dzwonek
- 1991 — Фердидурка / 30 Door Key
- 1992 — Энак / Enak
- 1994 — Кровь невинных младенцев / Blood of the Innocent
- 1995 — За что? / Za co?
- 1995 — Экстрадиция / Ekstradycja
- 1998 — Демоны войны / Demony wojny wedlug Goi
- 1999—2012 — В добре и в зле / Na dobre i na złe
- 2000 — Первый миллион / Pierwszy milion
- 2006 — Каждый из нас — Христос / Wszyscy jesteśmy Chrystusami
- 2000 — Приговор Франтишеку Клосу / Wyrok na Franciszka Kłosa
- 2004 — Никогда в жизни! / Nigdy w życiu!
- 2007 — Главный свидетель / Świadek koronny
- 2007 — Катынь / Katyń
- 2014 — Камни на шанец / Kamienie na szaniec

## Признание
- 2005 — Золотой Крест Заслуги.